# Lista liderów Polskiej Ligi Koszykówki w asystach
Lista liderów Polskiej Ligi Koszykówki w asystach – zawiera spis liderów Polskiej Ligi Koszykówki w asystach, zarówno pod względem średniej, jak i ich łącznej sumy w poszczególnych fazach rozgrywek (całego sezonu, sezonu regularnego, play-off).
Statystyki nie są pełne, ze względu na brak źródeł umożliwiających ich komplementarne ustalenie w latach sprzed powstania spółki PLK.

## Liderzy całego sezonu PLK w asystach
(rekordy zostały pogrubione)
| Zawodnik (X) | Zawodnik (X) | Oznacza kolejny tytuł lidera uzyskany przez tego samego zawodnika | Oznacza kolejny tytuł lidera uzyskany przez tego samego zawodnika | Oznacza kolejny tytuł lidera uzyskany przez tego samego zawodnika | Oznacza kolejny tytuł lidera uzyskany przez tego samego zawodnika | Oznacza kolejny tytuł lidera uzyskany przez tego samego zawodnika |

| Sezon   | Zawodnik           | Zespół                           | Asysty |
| ------- | ------------------ | -------------------------------- | ------ |
| 2003/04 | Brandun Hughes     | Unia/Wisła Paged Tarnów          | 179    |
| 2004/05 | Tomas Pačėsas      | Prokom Trefl Sopot               | 184    |
| 2005/06 | Miah Davis         | Energa Czarni Słupsk             | 207    |
| 2006/07 | Andrés Rodríguez   | BOT Turów Zgorzelec              | 196    |
| 2007/08 | Bobby Dixon        | Polpak Świecie                   | 208    |
| 2008/09 | Łukasz Koszarek    | Anwil Włocławek                  | 237    |
| 2009/10 | Krzysztof Szubarga | Anwil Włocławek                  | 223    |
| 2010/11 | Torey Thomas       | PGE Turów Zgorzelec              | 233    |
| 2011/12 | Robert Skibniewski | WKS Śląsk Wrocław                | 311    |
| 2012/13 | Łukasz Koszarek    | Zastal Zielona Góra              | 236    |
| 2013/14 | Łukasz Koszarek    | Stelmet Zielona Góra             | 318    |
| 2014/15 | Łukasz Koszarek    | Stelmet Zielona Góra             | 247    |
| 2015/16 | Jerel Blassingame  | Energa Czarni Słupsk             | 257    |
| 2016/17 | Aaron Johnson      | BM Slam Stal Ostrów Wielkopolski | 294    |
| 2017/18 | Aaron Johnson      | BM Slam Stal Ostrów Wielkopolski | 310    |

| Sezon     | Zawodnik           | Zespół                                    | Śr. |
| --------- | ------------------ | ----------------------------------------- | --- |
| 1995/96   | Igor Griszczuk     | Anwil Włocławek                           | 6,8 |
| 1996/97   | Jeff Massey        | Mazowszanka Pekaes Pruszków               | 7,5 |
| 1997/98   |                    |                                           |     |
| 1998/99   | Igor Griszczuk     | Anwil Włocławek                           | 6,6 |
| 1999/2000 | Zoran Sretenović   | Stal Ostrów Wielkopolski                  | 7,8 |
| 2000/01   | Zoran Sretenović   | Stal Ostrów Wielkopolski                  | 8,5 |
| 2001/02   | Chuck Evans        | Stal Ostrów Wielkopolski                  | 6,2 |
| 2002/03   | Sean Colson        | Śląsk Wrocław                             | 6   |
| 2003/04   | Brandun Hughes     | Unia/Wisła Paged Tarnów                   | 6   |
| 2004/05   | Yann Mollinari     | Turów Zgorzelec                           | 5,8 |
| 2005/06   | Miah Davis         | Energa Czarni Słupsk                      | 5,9 |
| 2006/07   | Tony Akins         | Znicz Jarosław / Stal Ostrów Wielkopolski | 5,4 |
| 2007/08   | Bobby Dixon        | Polpak Świecie                            | 5,1 |
| 2008/09   | Kevin Hamilton     | Kotwica Kołobrzeg                         | 6,4 |
| 2009/10   | Krzysztof Szubarga | Anwil Włocławek                           | 6,8 |
| 2010/11   | Igor Miličić       | AZS Koszalin                              | 6,6 |
| 2011/12   | Robert Skibniewski | WKS Śląsk Wrocław                         | 7,2 |
| 2012/13   | Krzysztof Szubarga | Anwil Włocławek                           | 5,5 |
| 2013/14   | Łukasz Koszarek    | Stelmet Zielona Góra                      | 6,8 |
| 2014/15   | Jerel Blassingame  | Energa Czarni Słupsk                      | 7,4 |
| 2015/16   | Jerel Blassingame  | Energa Czarni Słupsk                      | 6,4 |
| 2016/17   | Aaron Johnson      | BM Slam Stal Ostrów Wielkopolski          | 7,2 |
| 2017/18   | Aaron Johnson      | BM Slam Stal Ostrów Wielkopolski          | 7,4 |

## Liderzy sezonu zasadniczego PLK w asystach
| Sezon   | Zawodnik           | Zespół                           | Śr. |
| ------- | ------------------ | -------------------------------- | --- |
| 2003/04 | Brandun Hughes     | Unia/Wisła Paged Tarnów          | 6,5 |
| 2004/05 | Tomas Pačėsas      | Prokom Trefl Sopot               | 6,1 |
| 2005/06 | Miah Davis         | Energa Czarni Słupsk             | 6   |
| 2006/07 | Mark Dickel        | Anwil Włocławek                  | 6,1 |
| 2007/08 | Bobby Dixon        | Polpak Świecie                   | 5,7 |
| 2008/09 | Kevin Hamilton     | Kotwica Kołobrzeg                | 6   |
| 2009/10 | Krzysztof Szubarga | Anwil Włocławek                  | 6,7 |
| 2010/11 | Igor Miličić       | AZS Koszalin                     | 6,8 |
| 2011/12 | Robert Skibniewski | WKS Śląsk Wrocław                | 6,9 |
| 2012/13 | Krzysztof Szubarga | Anwil Włocławek                  | 6,5 |
| 2013/14 | Łukasz Koszarek    | Stelmet Zielona Góra             | 6,5 |
| 2014/15 | Jerel Blassingame  | Energa Czarni Słupsk             | 7,9 |
| 2015/16 | Jerel Blassingame  | Energa Czarni Słupsk             | 6,2 |
| 2016/17 | Aaron Johnson      | BM Slam Stal Ostrów Wielkopolski | 6,9 |
| 2017/18 | Aaron Johnson      | BM Slam Stal Ostrów Wielkopolski | 7,7 |

| Sezon   | Zawodnik           | Zespół                           | Asysty |
| ------- | ------------------ | -------------------------------- | ------ |
| 2003/04 | Brandun Hughes     | Unia/Wisła Paged Tarnów          | 143    |
| 2004/05 | Tomas Pačėsas      | Prokom Trefl Sopot               | 115    |
| 2005/06 | Miah Davis         | Energa Czarni Słupsk             | 157    |
| 2006/07 | Andrés Rodríguez   | BOT Turów Zgorzelec              | 142    |
| 2007/08 | Bobby Dixon        | Polpak Świecie                   | 137    |
| 2008/09 | Kevin Hamilton     | Kotwica Kołobrzeg                | 157    |
| 2009/10 | Krzysztof Szubarga | Anwil Włocławek                  | 147    |
| 2010/11 | Jerel Blassingame  | Energa Czarni Słupsk             | 145    |
| 2011/12 | Robert Skibniewski | WKS Śląsk Wrocław                | 165    |
| 2012/13 | Krzysztof Szubarga | Anwil Włocławek                  | 143    |
| 2013/14 | Łukasz Koszarek    | Stelmet Zielona Góra             | 143    |
| 2014/15 | William Franklin   | Polski Cukier Toruń              | 219    |
| 2015/16 | Jerel Blassingame  | Energa Czarni Słupsk             | 192    |
| 2016/17 | Aaron Johnson      | BM Slam Stal Ostrów Wielkopolski | 214    |
| 2017/18 | Aaron Johnson      | BM Slam Stal Ostrów Wielkopolski | 239    |

## Liderzy play-off PLK w asystach
| Sezon   | Zawodnik           | Zespół                                            | Śr.  |
| ------- | ------------------ | ------------------------------------------------- | ---- |
| 2003/04 | Tomas Pačėsas      | Prokom Trefl Sopot                                | 6,1  |
| 2004/05 | Yann Mollinari     | Turów Zgorzelec                                   | 6,2  |
| 2005/06 | Jerry Johnson      | Polpharma Starogard Gdański                       | 9    |
| 2006/07 | Tony Akins         | Znicz Jarosław / BM Slam Stal Ostrów Wielkopolski | 6    |
| 2007/08 | Łukasz Koszarek    | Anwil Włocławek                                   | 4,4  |
| 2008/09 | Kevin Hamilton     | Kotwica Kołobrzeg                                 | 10,5 |
| 2009/10 | Krzysztof Szubarga | Anwil Włocławek                                   | 6,9  |
| 2010/11 | Tomasz Śnieg       | AZS Koszalin                                      | 6,3  |
| 2011/12 | Jerel Blassingame  | Asseco Gdynia                                     | 7,1  |

| Sezon   | Zawodnik           | Zespół               | Asysty |
| ------- | ------------------ | -------------------- | ------ |
| 2003/04 | Tomas Pačėsas      | Prokom Trefl Sopot   | 79     |
| 2004/05 | Tomas Pačėsas      | Prokom Trefl Sopot   | 69     |
| 2005/06 | Miah Davis         | Energa Czarni Słupsk | 50     |
| 2006/07 | Christian Dalmau   | Prokom Trefl Sopot   | 86     |
| 2007/08 | Bobby Dixon        | Polpak Świecie       | 58     |
| 2008/09 | Łukasz Koszarek    | Anwil Włocławek      | 81     |
| 2009/10 | Krzysztof Szubarga | Anwil Włocławek      | 76     |
| 2010/11 | Torey Thomas       | PGE Turów Zgorzelec  | 103    |
| 2011/12 | Jerel Blassingame  | Asseco Gdynia        | 107    |